# Weekend (1967)
Weekend (Originaltitel: Week End) ist ein französischer Experimentalfilm von Jean-Luc Godard aus dem Jahr 1967.

## Handlung
Corinne und Roland sind mit dem Auto auf dem Weg zu Corinnes Vater, um dessen Testament zu empfangen. Auf dem Weg dorthin scheint sich die Welt gegen das Ehepaar verschworen zu haben. Sie sind in einen Autounfall verwickelt und müssen die Reise zu Fuß fortsetzen. Sie werden Zeugen von weiteren Unfällen, sehen endlose Staus und werden von Wegelagerern in Personen von Pseudo-Philosophen belästigt. Immer wieder stoßen sie auf scheinbar Wahnsinnige, darunter auch eine als Indianer verkleidete Kannibalenbande. Außerdem begegnen sie fiktiven und historischen Persönlichkeiten wie Alice im Wunderland, Emily Brontë und dem Revolutionär Antoine de Saint-Just.

## Hintergrund
Der Film kam erst knapp ein Jahr nach der Aufführung im Juni 1968 bei der Berlinale 1968 am 25. April 1969 in die deutschen Kinos.

## Kritiken
Der film-dienst befand, dass man über das Ende des Films streiten könne, nicht aber über „Godards Virtuosität als Regisseur“. So sei die knapp „zehnminütige Kamerafahrt entlang einer Autokolonne auf einer Landstraße“, die „von einer ohrenbetäubenden Geräuschkulisse“ begleitet werde, eine der „unvergeßlichen Sequenzen der Filmgeschichte“. Es handle sich um einen „ungeheuer aggressive[n] Film, der seine Kritik in eine intellektuelle Form gießt und durch seine formale Virtuosität besticht“. Für den Evangelischen Filmbeobachter war Weekend gleich einem „Menetekel aus zerbeulten und brennenden Autos, aus Schrott, Blut, Leichen, barbarischen Riten und zur Erörterung populärer Revolutionstheorien“. Entstanden sei „[e]in bewußt schockierender Film, der aus einer unübersehbaren Zahl von Zitaten, Verweisen, rhetorischen Tiraden und kritischen Anmerkungen besteht und unweigerlich zur Auseinandersetzung herausfordert“.
Die Website filmzentrale.com sprach von „Godards vielleicht ambitionierteste[m] Film“, in dem „jeder Konflikt eine aufs äußerste Extrem getriebene Angelegenheit auf Leben und Tod“ darstelle.

## Auszeichnung
Der Film lief 1968 auf der Berlinale im Wettbewerb um den Goldenen Bären.